# Zu den drei Rosen

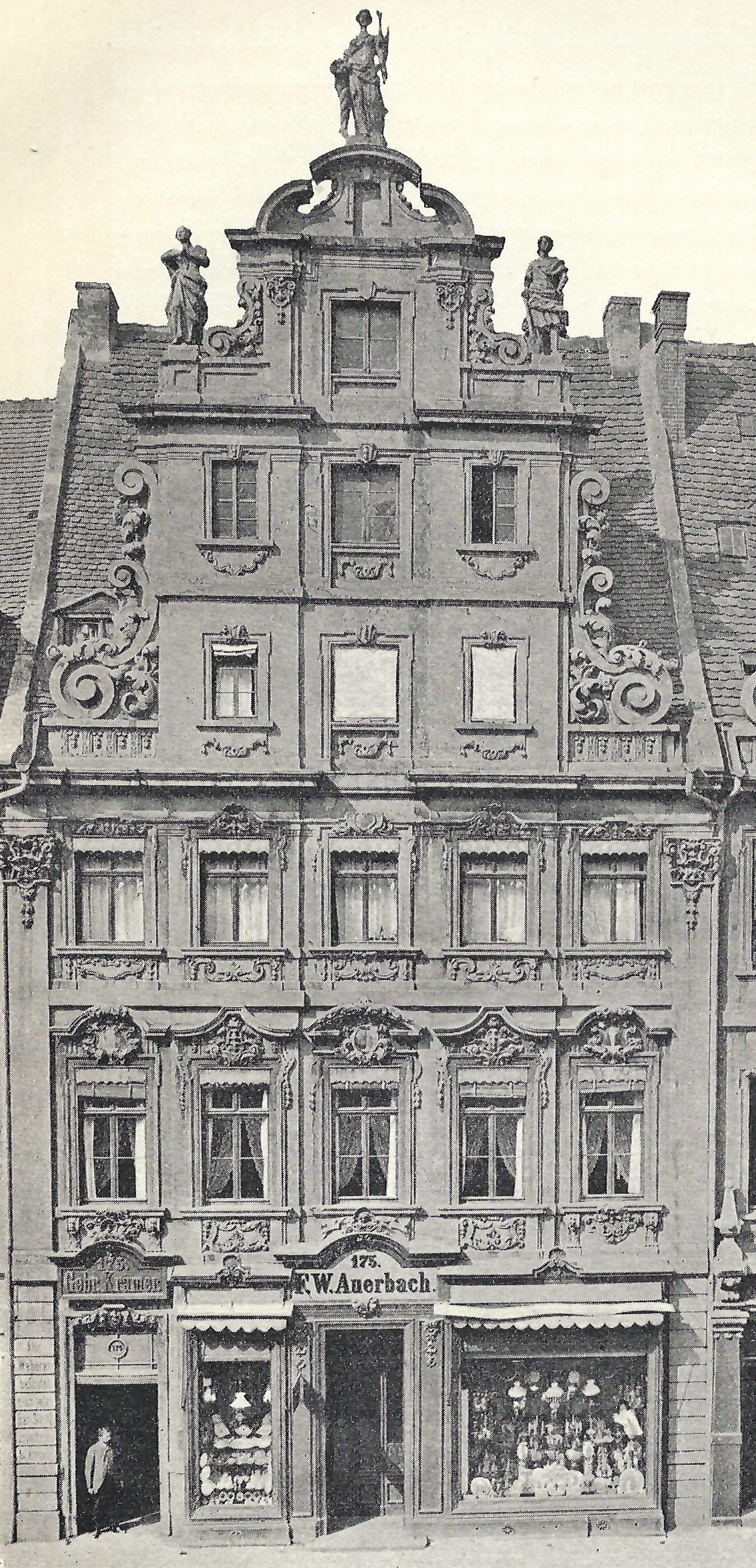
Haus Breiter Weg 175, im Jahr 1902 oder früher

Gebäudekomplex nach dem Umbau von 1911, der nun dreiachsig wirkende rechte Teil ist der ursprünglich fünfachsige Zu den drei Rosen

Das Haus Zu den drei Rosen, auch Haus Auerbach, war ein historisches Gebäude in Magdeburg im heutigen Sachsen-Anhalt. Es galt bereits Anfang des 20. Jahrhunderts als Baudenkmal, wurde jedoch im Zweiten Weltkrieg zerstört.

## Lage
Das Gebäude befand sich in der Magdeburger Altstadt auf der Westseite des Breiten Wegs an der Adresse Breiter Weg 175. Nördlich grenzte das Haus Franziskaner an.

## Geschichte und Architektur
Das Anwesen wurde als Brauhaus geführt und besaß insofern ein Braurecht. Im Jahr 1631 gehörte das Grundstück Andreas Grote. Als Eigentümer folgte Jakob Meyer, der 1637 auf der, im Zuge der Zerstörung Magdeburgs im Jahr 1631 wohl wüsten Fläche, ein neues Haus baute. 1663 wurde das Haus an Jobst Fritscher verkauft. Ihm folgte Leutnant Joachim Müller als Eigentümer nach. Schon 1666 verkaufte Müller es an Hermann Stilke für 1704 Taler. Stilke erwarb im Jahr 1697 das benachbarte Grundstück Krügerbrücke 1c hinzu. Stilkes Erben wurden seine Witwe und sein Sohn, der Dechant Hermann Stilke, der auch das nördlich angrenzende Grundstück Breiter Weg 174 (später bekannt als Franziskaner) besaß.
Das dann bis 1945 bestehende verputzte Gebäude wurde in der Zeit nach 1730 errichtet. Es wird angenommen, dass der Baumeister auch die Gebäude Breiter Weg 174 und 177 errichtet hatte. Das Gebäude war dreigeschossig und verfügte über eine fünfachsige Fassade und eine Attika. In der mittleren Achse, die als Rücklage hinter die vorgezogene zweite und vierte Achse ausgeführt war, war im Erdgeschoss das Eingangsportal angeordnet. Die oberen Geschosse waren durch an den Ecken befindliche Kolossalpilaster zusammengefasst. Die mittleren drei Achsen wurden von einem zweigeschossigen Zwerchhaus bekrönt. Das Zwerchhaus war von Voluten gerahmt und wurde von drei weiblichen Statuen abgeschlossen. Die Verzierungen waren besonders üppig gestaltet und dominierten deutlich die bloße Wandfläche.

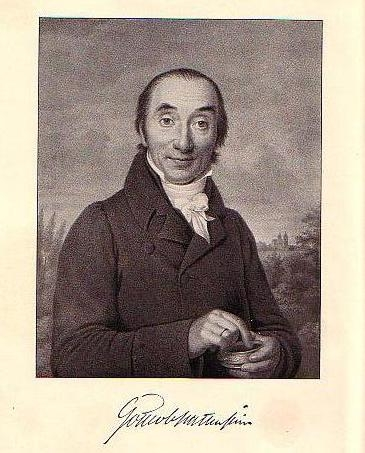
Johann Gottlob Nathusius

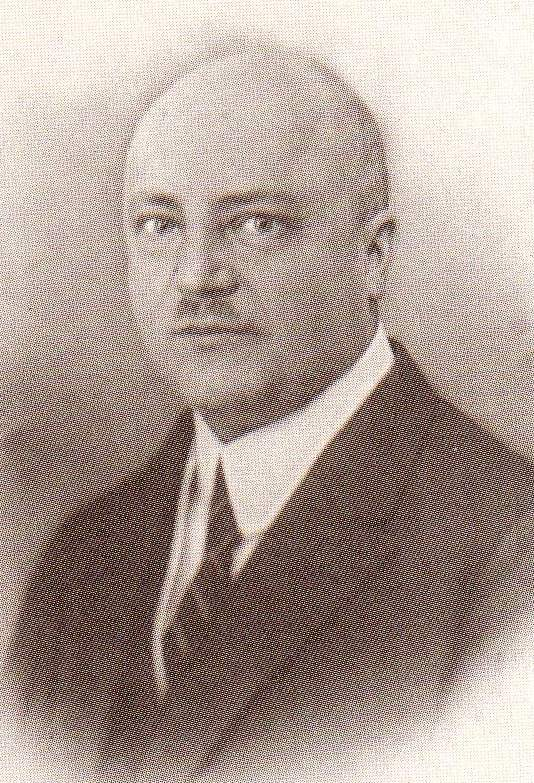
Gottlob Moritz Nathusius, um 1910

1752 wurde die Witwe des Dechants Hermann Stilcke als Eigentümerin genannt. Im Jahr 1800 erwarb es für 15200 Taler der Kaufmann Johann Gottlob Nathusius. Nathusius gehörte seit 1799 bereits das Haus Breiter Weg 177, wo er eine Tabakfabrik betrieb. Nachdem er 1803 auch das Haus Breiter Weg 176 erworben hatte, gehörte der Familie der gesamte Häuserblock, der als Firmensitz und Wohnhaus diente. Johann Gottlob Nathusius selbst zog 1810 auf sein Gut in Althaldensleben. Das Unternehmen blieb jedoch, mit einer kurzen Unterbrechung während der Belagerung Magdeburgs 1813/1814 im Haus ansässig. Nach seinem Tode im Jahr 1835 blieb das Anwesen im Eigentum der Familie, die auch 1845 Eigentümer war. Es gibt Angaben, dass 1857 dann ein Auerbach, sowie 1870 und 1879 der Kaufmann Hermann Laucke (auch Lauche) Eigentümer gewesen wären. Allerdings war die Familie Nathusius letztlich weiterhin Eigentümer in dem Häuserblock. Die Tabakfabrik wurde jedoch wegen einer Produktionserweiterung am 1. April 1906 zum Alten Brücktor 8 bis 10 verlegt. Unter der Leitung von Gottlob Moritz Nathusius erfolgte 1911 ein großer Umbau des Häuserblocks Breiter Weg 175 bis 177, der im Prinzip zu einem zehnachsigen Gebäude vereint wurde. Die Volutengiebel von 175 und 177 wurden dabei getauscht und die Gebäude auf vier Vollgeschosse aufgestockt. Andere Angaben nennen als Zeitpunkt des Umbaus die Zeit um 1906/1907, bzw. das Jahr 1907.
Im Jahr 1928 erfolgte ein weiterer Umbau, bei dem im zweiten Obergeschoss Verkaufsräume eingerichtet wurden. Im Zeitraum 1943/1944 wurde erfolgte noch eine Umnutzung des ersten Obergeschosses, in dem dort eine Unterkunft für Luftwaffenhelferinnen entstand.
In den 1940er Jahren gehörte das Gebäude der Erbengemeinschaft Nathusius bestehend aus Gottlob Nathusius, seiner Schwester Marga Kokott sowie Margarete Nathusius, geborene Polte. Am 28. September 1944 wurde das Gebäude zwischen 12.18 Uhr und 13.20 Uhr bei einem Luftangriff schwer von einer Sprengbombe getroffen und insbesondere das Haus Zu den drei Rosen schwer zerstört. Weitere Zerstörungen erfolgten beim Luftangriff auf Magdeburg am 16. Januar 1945. Nach Kriegsende waren die Vorderhäuser vollständig zerstört und nur noch Teile der Hinterhäuser erhalten. Eigentümer blieb zunächst G. Nathusius.
Die Reste der Bebauung wurden später vollständig abgerissen und durch einen modernen Wohnungsneubau ersetzt.